# 飯田れな (AV女優)
飯田 れな（いいだ れな）は、日本のAV女優。
出身地は東京都、または鹿児島県とする資料がある。
出生日は1982年3月20日、または1982年3月10日とする資料がある。
ボディサイズはT158/B85/W58/H89（2001年12月時点）。

## 略歴
2001年から2002年にかけて活動した。2001年7月に発売された『Bejean』（英知出版）8月号でグラビアデビューし、同年10月に公開された窪塚洋介主演の映画『GO』（配給：東映）に出演。
同時期より企画系単体女優としてインディーズ系メーカーを中心にアダルトビデオへの出演を始め、約半年で20本弱の作品が発売される人気AV女優となったが、2002年2月発売の『初めてのDeep kiss 番外編』への出演を最後に休業し、事実上引退した。

## 作品

### アダルトビデオ（オリジナル作品）
- 女子校生れず　先輩と私 35　（2001年8月24日、アップル （U&K））　共演：松雪りな
- CHERRY　素人初脱ぎ　（2001年9月6日、CHERRY （アウダースジャパン））
- 誘惑ミセス 38　（2001年9月7日、WIFE （U&K））
- おきざり　（2001年9月21日、GLAY'z）
- THE Lesson.　（2001年9月22日、golden Candy）　共演者2人
- あなたに伝えたい…「れな」からのメッセージ　（2001年10月12日、TREND （PAV））
- ミスキャンパスNude　（2001年10月27日、golden Candy）　共演者2人
- 淫欲多重人格　（2001年11月14日、影～shadow （アタッカーズ））
- 手でヌイてあげる。16　（2001年11月28日、TIARA （U&K））
- 妄想劇場 3　欲望は止まらない　（2001年12月7日、アイエナジー）
- 君を犯したい 9　（2001年12月20日、暴夢 （アイエナジー））
- 陶酔バイブ責め　生娘19歳　（2001年12月22日、奇譚クラブ）
- 新任女教師 7　（2002年1月10日、暴夢 （アイエナジー））
- 痴女行為の虜になった私たち 6　（2002年1月20日、SODクリエイト）　共演：流川ゆりあ
- 初めてのDeep kiss 番外編　接吻コンテストVOL.2　（2002年2月20日、SODクリエイト）　共演：深田美奈子、水野礼子、雪野あいか、桃井なつみ、望月舞、矢吹ルミ

### アダルトビデオ（主な編集作品）
- 女は刺激の夢を見る 　（2002年11月21日、ビデオバンク）　DVD（オムニバス）、『陶酔バイブ責め』収録

## 出演

### 映画
- GO　（2001年10月20日、「GO」製作委員会、配給：東映））